# X (álbum de Ed Sheeran)
x (pronunciado /ˈmʌltɪplaɪ/, Multiplicar en español) es el segundo álbum de estudio del músico y cantante británico Ed Sheeran, lanzado mundialmente el 20 de junio de 2014 bajo los sellos discográficos Asylum y Atlantic Records.
El álbum recibió críticas positivas de los críticos. Fue un éxito internacional en su primera semana de venta, llegando al número uno en doce países, llegando a las listas de UK Albums Chart y Billboard 200, y llegando al top 5 en once países. Se lanzaron tres sencillos del álbum, "Sing", "Don't" y "Thinking Out Loud". "Sing" fue un éxito internacional. El segundo sencillo del álbum, "Don't", también fue un éxito mundial, llegando al número 8 en Reino Unido. "Thinking Out Loud" es otro éxito.Se ha convertido en el primer artista británico en Spotify en llegar a 2 mil millones de reproducciones, y el segundo en la historia de Spotify detrás de Eminem, también domina la lista de reproducción de Spotify sueño y es la canción más escuchada en los EE.UU en la categoría streaming. En diciembre de 2014, Spotify nombró x como el álbum más escuchado en el mundo durante el 2014, llegando a más de 430 millones de visitas en el año. Para los premios Grammy del año 2015, x estuvo nominado en la categoría Mejor álbum de pop vocal y Álbum del año. De acuerdo a la Federación Internacional de la Industria Fonográfica, x vendió 4.4 millones de copias en el 2014 y 3.5 millones en el 2015, sumando un total de 7.9 millones de copias vendidas globalmente. Hasta diciembre de 2016 se ha confirmado que el disco ha vendido 8.6 millones de copias mundialmente.

## Composición
"One" fue la primera canción que Sheeran escribió para el álbum, y es "particularmente tranquila." Escrita sobre un barril de whisky cuando estaba de gira en Nueva Zelanda en 2011, la canción fue la última canción escrita sobre su amor que apareció en +.
"I'm a Mess" fue una de las últimas canciones escritas, Trata sobre la novia que suya era en ese momento. Es descrita como una "canción simple", y fue "escrita en la ducha."
En una entrevista con Zane Lowe para BBC Radio 1, promocionando su primer sencillo, "Sing", Sheeran habló sobre estar en el estudio con Pharrell y él "tocando muchas cosas, y luego salió esta canción." Dijo que siempre ha sido un fan de R&B, pero estaba "tratando de encontrar la manera correcta de hacerlo." Sheeran expresó sus deseos de crear un álbum entero con Pharrell, y "Sing" iba a ser una canción para ese proyecto, pero varios músicos, incluyendo Elton John, Taylor Swift y el mismo Pharrell le dijeron que lanzara la canción con x. El álbum debut de Justin Timberlake, Justified, era el favorito de Sheeran, por ende trató de conectarlo con "Sing." Trabajando con Pharrell, Sheeran le dijo a MistaJam en BBC Radio 1Xtra que habían escrito dos canciones juntos que eran el estilo que él "por lo general hacía" pero para "Sing" se desvió un poco. Se ha lanzado una canción remix por el artista Psy, y el vídeo musical para la canción fue basado en una noche con el artista.
"Don't", una canción sobre una novia que lo engañó con un amigo cercano, ha sido vinculada con algunas cantantes amigas de Sheeran, como Ellie Goulding y Taylor Swift, pero Sheeran dijo que "no es para nada dedicada a Taylor", pero que él le presentó la canción a ella y dijo, "nunca quisiera hacerte enojar tanto." Después de mucha especulación, Sheeran confirmó que la canción era sobre la cantante Ellie Goulding, en una entrevista con The Sun. Sheeran ha dicho que perdonó a Goulding. Comenzó como un "tono en su teléfono." Se planeó que la canción fuera lanzada como el primer sencillo del álbum, pero se decidió que el coro, no encajaba para un primer sencillo. La canción fue grabada con Benny Blanco, y luego con Rick Rubin, y los dos productores lograron terminarla. La canción casi no iba a estar en el álbum, ya que Sheeran sentía que era "un poco personal", pero fue convencido por los que escucharon el demo, ya que era "una buena canción... así que terminó en el álbum."
"Nina" basada en su relación con la cantante Nina Nesbitt, fue escrita con Johnny McDaid, y fue la primera canción que escribieron para el álbum. De acuerdo a McDaid, es una canción de amor "autocrítica" sobre "desamor... en donde él básicamente llama a alguien y le aconseja a la chica que no esté con él." Sheeran también declaró Es sobre mi ex novia, salimos por un año. Cuando eres músico y sales con alguien, siempre hay algo en el medio... por lo que esta es una canción sobre esto.
"Photograph", basada también para la cantante Nina Nesbitt ,  también escrita con McDaid mientras estaba de gira con su banda Snow Patrol en mayo de 2012, es una "balada eterna." Empezó en el piano de la laptop de McDaid, y luego Sheeran empezó a cantarla. Sheeran ha dicho que "será una canción que cambiará mi trayectoria profesional", y cree que será la canción que venderá el álbum, incluso "si el resto del álbum es una porquería." Se describe que la canción es una "balada con una gran batería, fijada en Nueva York."
"Bloodstream" trata sobre la experiencia de Sheeran consumiendo MDMA durante la boda de un amigo en Ibiza.
"Tenerife Sea", tocada por primera vez en los shows de Sheeran en el Madison Square Garden, es "una balada acústica." Sheeran escribió la canción sobre su madre. Ed le dijo a los medios que los ojos de su madre eran cristalino azul, "los ojos más hermosos que he visto", y en eso se basa la canción.
"Runaway" es la segunda y última canción producida por Pharrell Williams. Sheeran intentó que la canción estuviera en un proyecto futuro con Pharrell, pero quedó en el álbum cuando fue persuadido que incluyera "Sing."
"The Man", producida por Jake Gosling, aparece Sheeran rapeando en un estilo similar a Mike Skinner de The Streets. La canción se enfoca en una relación fallida, mientras se toca temas de matrimonio, dependencia química y su carrera en la industria musical.
"Thinking Out Loud" fue la última canción escrita para el álbum, y también es la canción favorita de Sheeran. Escrita sobre la actual novia de Sheeran en ese momento, es una canción "soul". La describió como "la única canción feliz del álbum", y la escribió en su cocina.
"Afire Love" fue escrita sobre el abuelo de Sheeran "dos semanas antes que muriera." Sufrió Alzheimer durante veinte años, y Sheeran pensaba "¿Y si falleciera? Y lo hizo." Sheeran terminó de escribir la canción en su funeral. Explica las consecuencias de su muerte, con su familia reunida para el funeral, y explica el amor entre sus abuelos.
"Take it Back" es la primera canción exclusiva de los bonus tracks. En ella, Sheeran afirma no ser un rapero, mientras canta cuatro versos rapeando. Como en "You Need Me, I Don't Need You", habla de su "lucha personal y su ascenso a la fama."
"I See Fire", la última canción en la edición deluxe (la versión deluxe física tiene otra canción, "All of the Stars", la canción usada en los créditos para la película Bajo la misma estrella), fue lanzada en la banda sonora para la segunda película de The Hobbit. Se le pidió a Sheeran que escribiera la canción para los créditos de la película por el director, Peter Jackson, cuya hija era fan de su trabajo. Después de volar a Nueva Zelanda para ver la película, escribió la canción en un día, tocando todos los instrumentos, incluyendo el violonchelo y el violín, el cual Sheeran aprendió para tocar en la misma. La canción fue producida por Sheeran. Fue lanzada el 5 de noviembre de 2013 como el primer sencillo de la banda sonora.

## Promoción
Sheeran estrenó "Sing" y "Don't" en vivo por primera vez en Saturday Night Live el 12 de abril de 2014.

## Lista de canciones
| × — Edición Estándar |                     |                                                 |                            |          |  |
| N.º                  | Título              | Escritor(es)                                    | Productor(es)              | Duración |  |
| 1.                   | «One»               | Ed Sheeran                                      | Gosling                    | 4:13     |  |
| 2.                   | «I'm a Mess»        | Ed Sheeran, Ivan Valdez                         | Gosling                    | 4:06     |  |
| 3.                   | «Sing»              | Ed Sheeran, Pharrell Williams                   | Pharrell Williams          | 3:55     |  |
| 4.                   | «Don't»             | Ed Sheeran, Benjamin Levin                      | Benny Blanco, Rick Rubin   | 3:39     |  |
| 5.                   | «Nina»              | Ed Sheeran, Johnny McDaid                       | Gosling                    | 3:43     |  |
| 6.                   | «Photograph»        | Ed Sheeran, McDaid                              | Jeff Bhasker, Emile Haynie | 4:17     |  |
| 7.                   | «Bloodstream»       | Ed Sheeran, McDaid, Gary, Lightbody, Rudimental | Rubin                      | 4:59     |  |
| 8.                   | «Tenerife Sea»      | Ed Sheeran, McDaid, Foy Vance                   | Rubin                      | 4:00     |  |
| 9.                   | «Runaway»           | Ed Sheeran, Williams                            | Williams                   | 3:26     |  |
| 10.                  | «The Man»           | Ed Sheeran                                      | Gosling                    | 4:09     |  |
| 11.                  | «Thinking Out Loud» | Ed Sheeran, Amy Wadge                           | Gosling                    | 4:40     |  |
| 12.                  | «Afire Love»        | Ed Sheeran, McDaid, Vance                       | McDaid                     | 5:14     |  |
| 50:05                |                     |                                                 |                            |          |  |

| × — Edición De Lujo |                              |                       |                                         |          |  |
| N.º                 | Título                       | Escritor(es)          | Productor(es)                           | Duración |  |
| 13.                 | «Take It Back»               | Ed Sheeran            |                                         | 3:28     |  |
| 14.                 | «Shirtsleeves»               | Ed Sheeran            |                                         | 3:09     |  |
| 15.                 | «Even My Dad Does Sometimes» | Ed Sheeran, Amy Wadge |                                         | 3:48     |  |
| 16.                 | «I See Fire»                 | Ed Sheeran            | Ed Sheeran, Pete Cobbin, Kirsty Whalley | 4:57     |  |
| 65:27               |                              |                       |                                         |          |  |

| × - Edición De Lujo Física |                    |              |                                       |          |  |
| N.º                        | Título             | Escritor(es) | Productor(es)                         | Duración |  |
| 17.                        | «All of the Stars» | Sheeran      | Josh Boone, Marty Bowen, Wyck Godfrey | 3:55     |  |

| × — Edición De Wembley |                                                      |              |             |          |  |
| N.º                    | Título                                               | Escritor(es) | Producer(s) | Duración |  |
| 13.                    | «I See Fire»                                         | Sheeran      | Sheeran     | 4:57     |  |
| 14.                    | «All of the Stars»                                   | Sheeran      | McDaid      | 3:55     |  |
| 15.                    | «English Rose»                                       | Sheeran      | McDaid      | 3:04     |  |
| 16.                    | «Touch and Go»                                       | Sheeran      | Rubin       | 4:01     |  |
| 17.                    | «New York»                                           | Sheeran      | Haynie      | 3:56     |  |
| 18.                    | «Lay It All on Me» (Rudimental featuring Ed Sheeran) | Rudimental   | Rudimental  | 4:02     |  |
| 74:18                  |                                                      |              |             |          |  |

## Posicionamiento en listas

### Semanales
| Alemania        | Media Control Charts    | 1  |
| Australia       | Australian Albums Chart | 1  |
| Austria         | Ö3 Austria Top 40       | 2  |
| Bélgica (Fl)    | Ultratop                | 2  |
| Bélgica (W)     | Ultratip                | 8  |
| Brasil          | Brazil Albums           | 9  |
| Canadá          | Canadian Albums Chart   | 1  |
| Corea del Sur   | Gaon Chart              | 45 |
| Croacia         | Croatian Albums Chart   | 4  |
| Dinamarca       | Tracklisten             | 1  |
| Escocia         | Scottish Albums Chart   | 1  |
| España          | PROMUSICAE              | 10 |
| Estados Unidos  | Billboard 200           | 1  |
| Finlandia       | Suomen virallinen lista | 1  |
| Francia         | SNEP                    | 5  |
| Hungría         | Hungarian Albums        | 3  |
| Irlanda         | Irish Albums Chart      | 1  |
| Italia          | FIMI                    | 2  |
| Japón           | Oricon                  | 32 |
| México          | Top 100 Mexico          | 17 |
| Noruega         | VG-lista                | 1  |
| Nueva Zelanda   | NZ Top 40 Albums Chart  | 1  |
| Países Bajos    | Dutch Albums Chart      | 1  |
| Polonia         | Polish Albums Chart     | 2  |
| Portugal        | AFP                     | 2  |
| Reino Unido     | UK Albums Chart         | 1  |
| República Checa | Czech Albums Chart      | 10 |
| Suecia          | Sverigetopplistan       | 1  |
| Suiza           | Schweizer Hitparade     | 1  |

### Sucesión en listas
| Predecesor: Ultraviolence de Lana Del Rey Burnt Letters de Taylor Henderson Partners de Barbra Streisand 1989 de Taylor Swift                                    | Australian Albums Chart — Álbum número uno 6 de julio de 2014 — 13 de julio de 2014 (una semana) 3 de agosto de 2014 — 17 de agosto de 2014 (dos semanas) 12 de octubre de 2014 — 26 de octubre de 2014 (dos semanas) 4 de enero de 2015 — 11 de enero de 2015 (una semana)                                                             | Sucesor: 5 Seconds of Summer de 5 Seconds of Summer Angus & Julia Stone de Angus & Julia Stone Triple J Like A Version 10 de Varios Artistas 1989 de Taylor Swift |
| Predecesor: Ultraviolence de Lana Del Rey | Canadian Albums — Álbum número uno 7 de julio de 2014 — 19 de julio de 2014 (dos semanas) | Sucesor: 1000 Forms of Fear de Sia |
| Predecesor: Ultraviolence de Lana Del Rey Rock or Bust de AC/DC                                                                                                  | Danish Albums Chart — Álbum número uno 4 de julio de 2014 — 11 de julio de 2014 (una semana) 9 de enero de 2015 — Indefinido (dos semanas) | Sucesor: 5 Seconds of Summer de 5 Seconds of Summer Indefinido |
| Predecesor: Ultraviolence de Lana Del Rey 5 Seconds of Summer de 5 Seconds of Summer Rock or Bust de AC/DC                                                       | Scottish Albums Charts — Álbum número uno 5 de julio de 2014 — 12 de julio de 2014 (una semana) 19 de julio de 2014 — 30 de agosto de 2014 (seis semanas) 20 de diciembre de 2014 — 10 de enero de 2015 (tres semanas) | Sucesor: 5 Seconds of Summer de 5 Seconds of Summer Great Divide de Twin Atlantic Wanted On Voyage de George Ezra                                                 |
| Predecesor: Ultraviolence de Lana Del Rey | Billboard 200 — Álbum número uno 12 de julio de 2014 — 19 de julio de 2014 (una semana) | Sucesor: Trigga de Trey Songz |
| Predecesor: In the Lonely Hour de Sam Smith | Digital Albums — Álbum número uno 12 de julio de 2014 — 19 de julio de 2014 (una semana) | Sucesor: Trigga de Trey Songz |
| Predecesor: The Ultimate Hits de Garth Brooks The Ultimate Hits de Garth Brooks I'm Not Bossy, I'm The Boss de Sinead O'Connor Four de One Direction             | Irish Albums Chart — Álbum número uno 26 de junio de 2014 — 3 de julio de 2014 (una semana) 7 de agosto de 2014 — 14 de agosto de 2014 (una semana) 21 de agosto de 2014 — 28 de agosto de 2014 (una semana) 4 de diciembre de 2014 — Indefinido (siete semanas)                                                                        | Sucesor: 5 Seconds of Summer de 5 Seconds of Summer I'm Not Bossy, I'm The Boss de Sinead O'Connor Royal Blood de Royal Blood Indefinido                          |
| Predecesor: Ultraviolence de Lana Del Rey 5 Seconds of Summer de 5 Seconds of Summer We Rise de Devilskin Popular Problems de Leonard Cohen 1989 de Taylor Swift | New Zealand Albums Charts — Álbum número uno 30 de junio de 2014 — 7 de julio de 2014 (una semana) 14 de julio de 2014 — 21 de julio de 2014 (una semana) 11 de agosto de 2014 — 18 de agosto de 2014 (una semana) 13 de octubre de 2014 — 3 de noviembre de 2014 (tres semanas) 12 de enero de 2015 — 19 de enero de 2015 (una semana) | Sucesor: 5 Seconds of Summer de 5 Seconds of Summer We Rise de Devilskin FVEY de Shihad 1989 de Taylor Swift Title de Meghan Trainor                              |
| Predecesor: Christmas With... de Nick & Simon | Dutch Albums Top 100 — Álbum número uno 3 de enero de 2015 — Indefinido (tres semanas) | Sucesor: Indefinido |
| Predecesor: Ultraviolence de Lana Del Rey 1989 de Taylor Swift III de Take That                                                                                  | UK Albums Chart — Álbum número uno 5 de julio de 2014 — 30 de agosto de 2014 (ocho semanas) 15 de noviembre de 2014 — 22 de noviembre de 2014 (una semana) 20 de diciembre de 2014 — 10 de enero de 2015 (tres semanas) | Sucesor: Stars de Collabro The Endless River de Pink Floyd Wanted On Voyage de George Ezra                                                                        |
| Predecesor: Ultraviolence de Lana Del Rey Ghost Stories de Coldplay                                                                                              | Swiss Albums Chart — Álbum número uno 29 de junio de 2014 — 13 de julio de 2014 (tres semanas) 20 de julio de 2014 — 3 de agosto de 2014 (una semana) | Sucesor: Ghost Stories de Coldplay Sommerträune de Amigos |

### Certificaciones
| América        |                  |             |           |     |        |
| Argentina      | CAPIF            | Oro         | 20 000    | ●   | [ 61 ] |
| Brasil         | ABPD             | Platino     | 40 000    | ▲   | [ 62 ] |
| Canadá         | CRIA             | 4× Platino  | 320 000   | 4▲  | [ 63 ] |
| Estados Unidos | RIAA             | 4× Platino  | 4 000 000 | 4▲  | [ 65 ] |
| México         | AMPROFON         | Oro         | 30 000    | ●   | [ 66 ] |
| Europa         |                  |             |           |     |        |
| Alemania       | BVMI             | 3× Platino  | 600 000   | 3▲  | [ 67 ] |
| Austria        | IFPI — Austria   | 2× Platino  | 30 000    | 2▲  | [ 68 ] |
| Bélgica        | BEA              | Oro         | 15 000    | ●   | [ 69 ] |
| Dinamarca      | IFPI — Dinamarca | 6× Platino  | 120 000   | 6▲  | [ 70 ] |
| España         | PROMUSICAE       | Oro         | 20 000    | ●   | [ 71 ] |
| Finlandia      | IFPI — Finlandia | Platino     | 20 000    | ▲   | [ 72 ] |
| Francia        | SNEP             | 2× Platino  | 200 000   | 2▲  | [ 73 ] |
| Hungría        | MAHASZ           | Platino     | 6000      | ▲   | [ 74 ] |
| Italia         | FIMI             | 2× Platino  | 100 000   | 2▲  | [ 75 ] |
| Irlanda        | IRMA             | 14× Platino | 210 000   | 14▲ | [ 76 ] |
| Noruega        | IFPI — Noruega   | Oro         | 15 000    | ●   | [ 77 ] |
| Polonia        | ZPAV             | Diamante    | 100 000   |     | [ 78 ] |
| Portugal       | ZPAV             | Platino     | 15 000    | ▲   | [ 79 ] |
| Suiza          | IFPI             | 2× Platino  | 60 000    | 2▲  | [ 80 ] |
| Suecia         | GLF              | Platino     | 40 000    | ▲   | [ 81 ] |
| Reino Unido    | BPI              | 10× Platino | 3 000 000 | 9▲  | [ 83 ] |
| Oceanía        |                  |             |           |     |        |
| Australia      | ARIA             | 9× Platino  | 630 000   | 9▲  | [ 84 ] |
| Nueva Zelanda  | RIANZ            | 10× Platino | 150 000   | 10▲ | [ 85 ] |
| Asia           |                  |             |           |     |        |
| Macao          | IFPI Macao       | Platino     | 30 000    | ▲   | [ 86 ] |